# Claus Jensen (fodboldspiller)
 Der er flere personer med dette navn, se Claus Jensen.
Claus William Jensen (født 29. april 1977) er en tidligere dansk landsholdsspiller i fodbold og senere klubejer og manager i Nykøbing FC. I 2025 blev han fodbolddirektør i samme klub.

## Spillestil og karriere
Hans foretrukne placeringer på banen var midterste og forreste midtbane. Claus Jensens stærke sider var en sublim teknik med sikre førsteberøringer, et godt spark mod mål fra distancen, et godt blik for medspillerne, gode driblinger og en usædvanligt hurtig spilopfattelse. Det gjorde ham til en fremragende pasningsspiller og en sikker spilstation midt i banen. Han var altid spilbar og havde derfor tit mange boldberøringer i løbet af en kamp. Claus Jensen flyttede næsten altid bolden fremefter i afleveringsspillet, og han evnede som få på det danske landshold at skabe gennembrud midt for mål. Enten på egen hånd med sine tætte driblinger eller i lynhurtige et-to-kombinationer med en medspiller.
Claus Jensen er fætter til den tidligere AaB-spiller Anders Due.
Hans svagheder var, at han ind imellem manglede aggressivitet og selviskhed forrest på banen, ligesom nærkampsstyrke og hovedspillet i modstandernes målfelt ikke helt var på højde med hans øvrige kvaliteter på banen. Dette i kombination med næsten permanente skadesproblemer forhindrede Claus Jensen i at opnå den status som en markant spiller i europæisk topfodbold, som hans teknik og spilforståelse ellers kunne berettige ham til.
Ifølge den engelske fodboldstatistik var han i en længere periode den spiller i Premier Leauge, som havde næstflest målgivende indlæg, selvom han spillede i midterklubben Charlton Athletic. Nummer et på listen var Manchester Uniteds David Beckham. Også blandt kollegerne i Premier Leauge nød han stor respekt for sine evner på banen. F.eks. havde Chelsea-stjernen Frank Lampard i 2005 Claus Jensen på sit udvalgte hold fra den bedste engelske række.
Claus Jensen spillede 47 A-landskampe og scorede 8 mål. Især huskes hans tre mål i 4-1-sejren over Ægypten i Cairo 12. februar 2003, men også f.eks. en stærk periode, hvor en skadesfri Claus Jensen var blandt de absolut dominerende spillere i de tre sejre over England, Georgien og Grækenland og den uafgjorte kamp mod Tyrkiet i landsholdets fire efterårskampe 2005.
Claus Jensen blev 2002 udtaget til Årets hold. 2001 var han en af 5 nominerede til titlen som Årets Fodboldspiller i Danmark.
Han deltog i VM-slutrunden 2002 og EM-slutrunden 2004.
Hans karriere startede i Nykøbing Falster Alliancen og har sidenhen spillet for Næstved Boldklub (1995-1996) og Lyngby BK (1996-1998) før han skiftede til engelsk fodbold og spillede for Bolton Wanderers FC (1998-2000), Charlton Athletic (2000-2004) og Fulham (2004-2007).
Claus Jensen offentliggjorde den 25. august 2007 sin beslutning om at trække sig tilbage fra professionel fodbold som resultat af langvarige skadesproblemer.
Til Politiken fortæller han 25/8 2007 i forbindelse med sin tilbagetrækning, at hans politiske interesse omfatter medlemskab af SF.

## Medejer af Nykøbing FC
I 2015 investerede Claus Jensen sammen med kokken og erhvervsmanden Claus Meyer et større beløb i fodboldklubben Nykøbing FC med ambitioner om at føre klubben op i superligaen. En tredje kendt person, standupkomikeren og skuespilleren Mick Øgendahl, bidrog samtidig med et mindre beløb. I 2019 blev Claus Jensen desuden manager for klubben, og i 2020 blev han også cheftræner med ansvaret for den daglige træning. I januar 2025 skiftede han til en mere tilbagetrukken rolle som fodbolddirektør i klubben.